# Gorgone rubripalpis
Gorgone rubripalpis är en fjärilsart som beskrevs av Walker 1865. Gorgone rubripalpis ingår i släktet Gorgone och familjen nattflyn. Inga underarter finns listade i Catalogue of Life.